# 司氏马先蒿
司氏马先蒿（学名：Pedicularis steiningeri）是列当科马先蒿属的植物，为中国的特有植物。分布于中国大陆的四川等地，生长于海拔3,900米的地区，一般生长在灌木草原中。